# Железная дорога Западного побережья
Железная дорога Западного побережья (WCML) — один из важнейших железнодорожных коридоров в Великобритании, соединяющий крупнейшие города страны Лондон и Глазго с такими важнейшими промышленными и культурными центрами, как Бирмингем, Манчестер, Ливерпуль и Эдинбург. WCML — один из самых загруженных железнодорожных маршрутов в Европе со смешанным (пассажирским и грузовым) движением, интенсивно осуществляющий как пассажирские — междугородные, региональные и пригородные, так и грузовые железнодорожные перевозки.
Основной маршрут WCML проходит между Лондоном и Глазго, имеет протяженность 399 миль (642 км) и был открыт частями, с 1837 по 1869 гг. С дополнительными линиями, ответвляющимися на Нортгемптон, Бирмингем, Манчестер, Ливерпуль и Эдинбург, общая протяженность Железной дороги Западного побережья составляет 700 миль (1127 км).
Железная дорога Западного побережья — это также один из самых загруженных грузовых маршрутов в Европе, на него приходится 40 % всех грузовых перевозок железных дорог Великобритании. Линия является основным железнодорожным грузовым коридором, связывающим материковую часть Европы (через Евротоннель под Ла-Манш), через Лондон и Юго-Восточную Англию, с Западным Мидлендом, Северо-Западной Англией и Шотландией. Линия объявлена стратегическим европейским маршрутом и имеет статус приоритетного маршрута Трансъевропейских сетей (TEN).
На большей части линии установлена максимальная скорость 125 миль в час (201 км/ч), в соответствии с требованиями Евросоюза для высокоскоростной железной дороги, модернизированной из «обычной» линии — хотя только поезда классов British Rail Class 390 («Pendolino») и British Rail Class 221 («Super Voyager») с наклоняемым кузовом, оператора Avanti West Coast, способны развить такую скорость. На остальных участках WCML скорость ограничена до 110 миль в час (177 км/ч).